# Róbert Švehla
Róbert Švehla (* 2. Januar 1969 in Martin, Tschechoslowakei) ist ein ehemaliger slowakischer Eishockeyspieler, der während seiner aktiven Laufbahn unter anderem zwischen 1995 und 2003 in der National Hockey League für die Florida Panthers und Toronto Maple Leafs spielte.

## Karriere
Švehla begann seine Karriere in den Nachwuchsmannschaften von ZŤS Martin, für den er in der Spielzeit 1986/87 in der zweitklassigen 1. SNHL debütierte. 1989 wechselte er in die erste Spielklasse der Tschechoslowakei, der 1. Liga, zu Dukla Trenčín. In den folgenden drei Jahren etablierte er sich in der Liga und gewann mit Dukla 1992 die Tschechoslowakische Meisterschaft. Zudem gewann er die Zlatá hokejka, die höchste Auszeichnung im tschechoslowakischen Eishockey.
Während des NHL Entry Draft 1992 wurde er von den Calgary Flames in der vierten Runde an 78. Stelle ausgewählt, verblieb aber in Europa und spielte fortan für den Malmö IF in der höchsten schwedischen Spielklasse, der Elitserien. Mit dem Malmö IF gewann er in der Spielzeit 1993/94 die Schwedische Meisterschaft und war der beste Verteidiger der Elitserien in Bezug auf Tore und Scorerpunkte. Am Ende der folgenden Spielzeit verließ er Schweden und absolvierte fünf Spiele in der National Hockey League für die Florida Panthers, die die NHL-Rechte an Švehla im September 1994 erworben hatten.
In den folgenden acht Jahren spielte Švehla ausschließlich für die Panthers in der NHL und erreichte mit diesen 1996 das Finale um den Stanley Cup, in dem sie der Colorado Avalanche unterlagen. Im Sommer 2002 wurde er im Tausch gegen Dmitri Juschkewitsch an die Toronto Maple Leafs abgegeben, bei denen er seine letzte Saison als aktiver Sportler verbrachte. Am 4. September 2003 trat er öffentlich vom Leistungssport zurück. Insgesamt absolvierte er 655 NHL-Spiele der regulären Saison, in denen er 335 Scorerpunkte erreichte.
Seit seinem Karriereende ist Švehla weiterhin im Eishockeysport beschäftigt. Bei der Weltmeisterschaft 2005 war er Assistenztrainer des slowakischen Nationalteams. Am 14. Januar 2009 wurde Švehla Assistenztrainer beim HC Dukla Trenčín. Seit Sommer 2009 ist er Vorsitzender des Nachwuchsvereins des HC Dukla Trenčín.

### International
Švehla vertrat die Tschechoslowakei bei der U18-Europameisterschaft 1987, bei der Weltmeisterschaft 1992 und den Olympischen Winterspielen 1992 in Albertville. Nach der Auflösung seines Geburtslandes spielte er für die Slowakei bei den Olympischen Winterspielen 1994 und der B-Weltmeisterschaft 1995, bei der er mit der slowakischen Auswahlmannschaft den Aufstieg in die Top-Division schaffte und in das All-Star-Team gewählt wurde.
Weitere Einsätze folgten beim World Cup of Hockey 1996, den Olympischen Winterspielen 1998, der Weltmeisterschaft 1998 und der Weltmeisterschaft 2003.

## Erfolge und Auszeichnungen
| - 1992 Zlatá hokejka - 1992 Tschechoslowakischer Meister mit Dukla Trenčín - 1992 All-Star Team der 1. Liga - 1992 Bester Verteidiger der 1. Liga - 1992 Europapokal-Gewinn mit Malmö IF | - 1993 Meiste Tore eines Verteidigers in der Elitserien - 1994 Schwedischer Meister 1994 mit dem Malmö IF - 1994 Meiste Tore eines Verteidigers in der Elitserien - 1994 Meiste Scorerpunkte eines Verteidigers in der Elitserien - 1997 NHL All-Star Game |

### International
| - 1987 Silbermedaille bei der U18-Junioren-Europameisterschaft - 1992 Bronzemedaille bei den Olympischen Winterspielen - 1992 Bronzemedaille bei der Weltmeisterschaft - 1992 Bester Verteidiger der Weltmeisterschaft | - 1992 Meiste Scorerpunkte eines Verteidiger bei der Weltmeisterschaft - 1995 All-Star-Team der B-Weltmeisterschaft - 2003 Bronzemedaille bei der Weltmeisterschaft 2003 |

## Karrierestatistik

### International
| Vertrat die Tschechoslowakei bei: - U18-Junioren-Europameisterschaft 1987 - Olympische Winterspiele 1992 - Weltmeisterschaft 1992 | Vertrat die Slowakei bei: - Olympischen Winterspielen 1994 - B-Weltmeisterschaft 1995 - World Cup of Hockey 1996 - Olympischen Winterspielen 1998 - Weltmeisterschaft 1998 - Weltmeisterschaft 2003 |

(Legende zur Spielerstatistik: Sp oder GP = absolvierte Spiele; T oder G = erzielte Tore; V oder A = erzielte Assists; Pkt oder Pts = erzielte Scorerpunkte; SM oder PIM = erhaltene Strafminuten; +/− = Plus/Minus-Bilanz; PP = erzielte Überzahltore; SH = erzielte Unterzahltore; GW = erzielte Siegtore; 1 Play-downs/Relegation; Kursiv: Statistik nicht vollständig)